# Сухоліський заказник

«Сухоліський» — ботанічний заказник місцевого значення. Заказник розташований на території Рокитнянського району Київської області, у підпорядкуванні Сухоліського лісництва ДП «Білоцерківське лісове господарство».
Об’єкт створено рішенням Київської обласної ради від 17 червня 2010 р. № 733-32-V.
Це унікальний масив широколистяного лісу, у якому зростає рідкісний вид флори України – рябчик шаховий, занесений до Червоної книги України. У складі трав’яного покриву виявлені осока рання, підмаренник чіпкий, герань лучна, розхідник звичайний, первоцвіт весняний, медунка темна, жовтець золотистий.

## Галерея

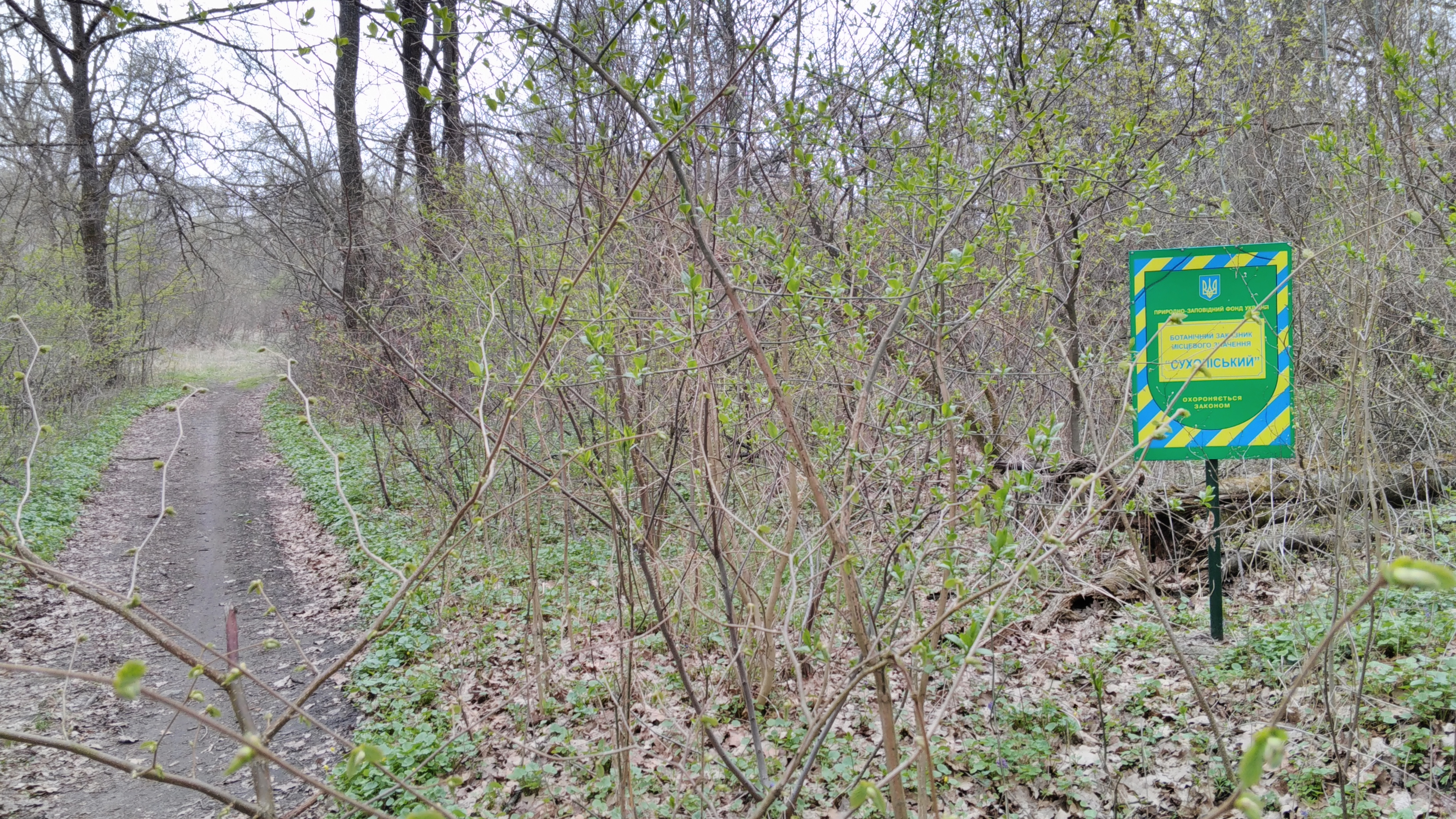
Дорога з лісу
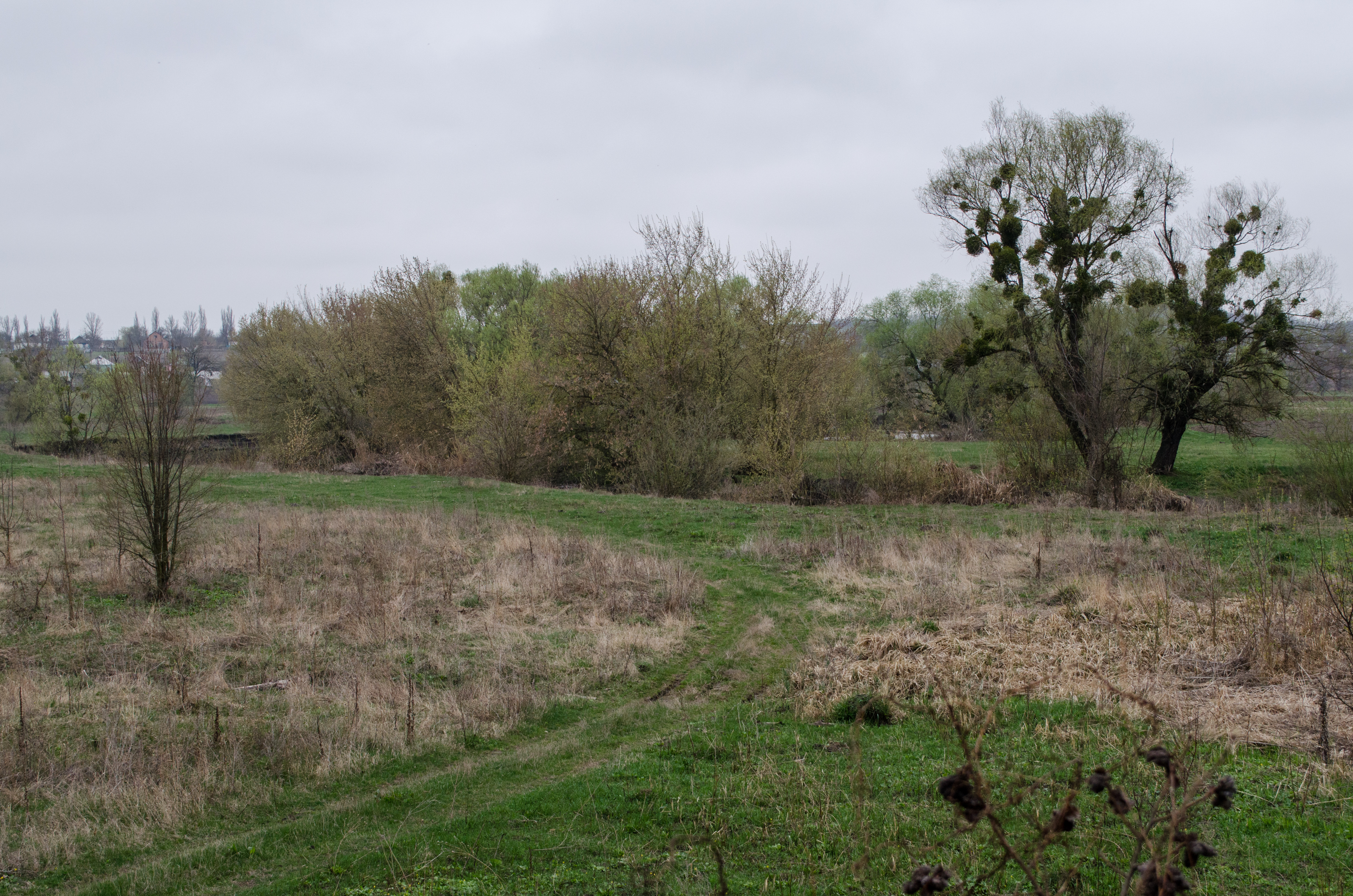
Долина річки Рось
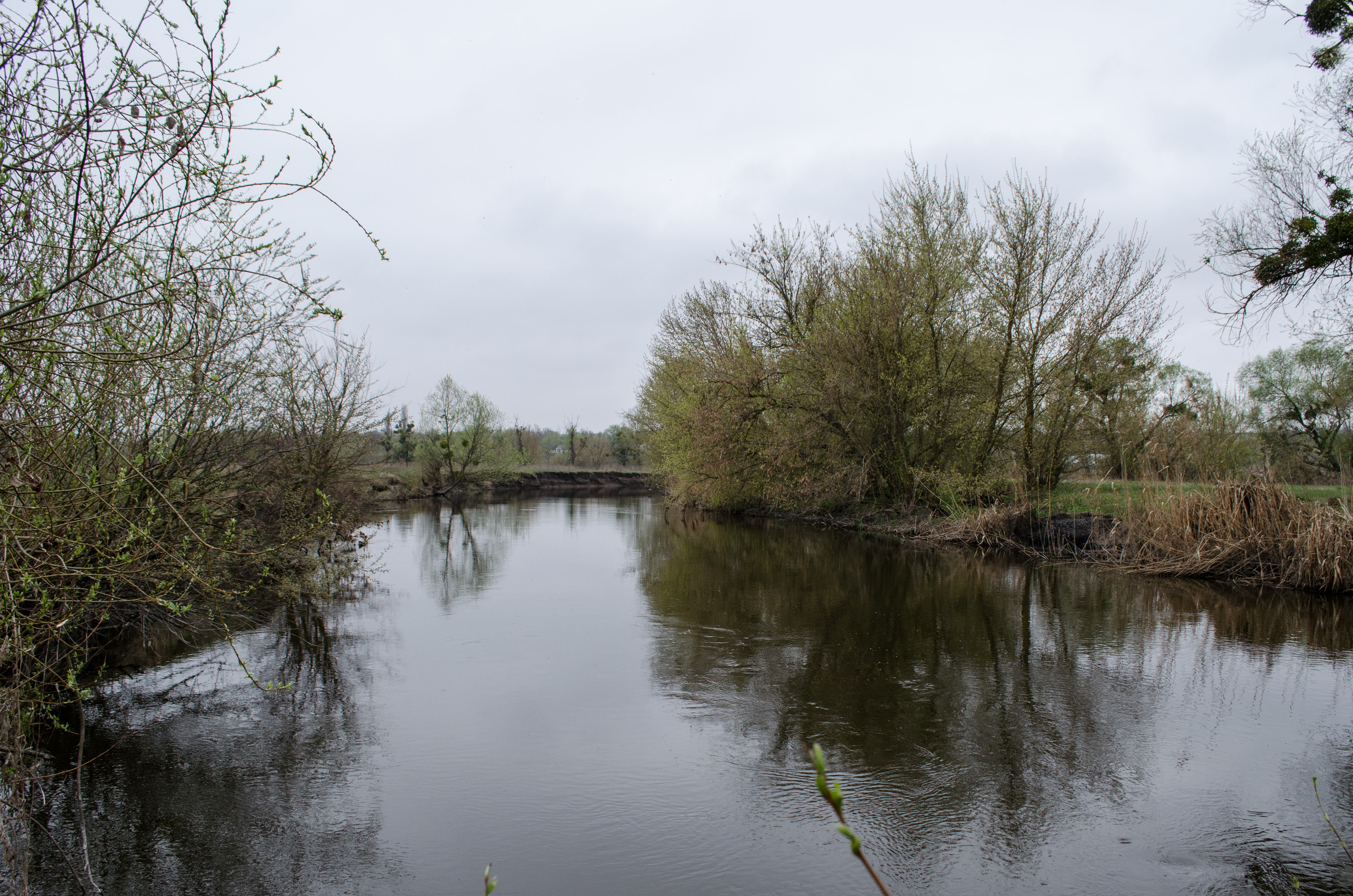
Річка Рось
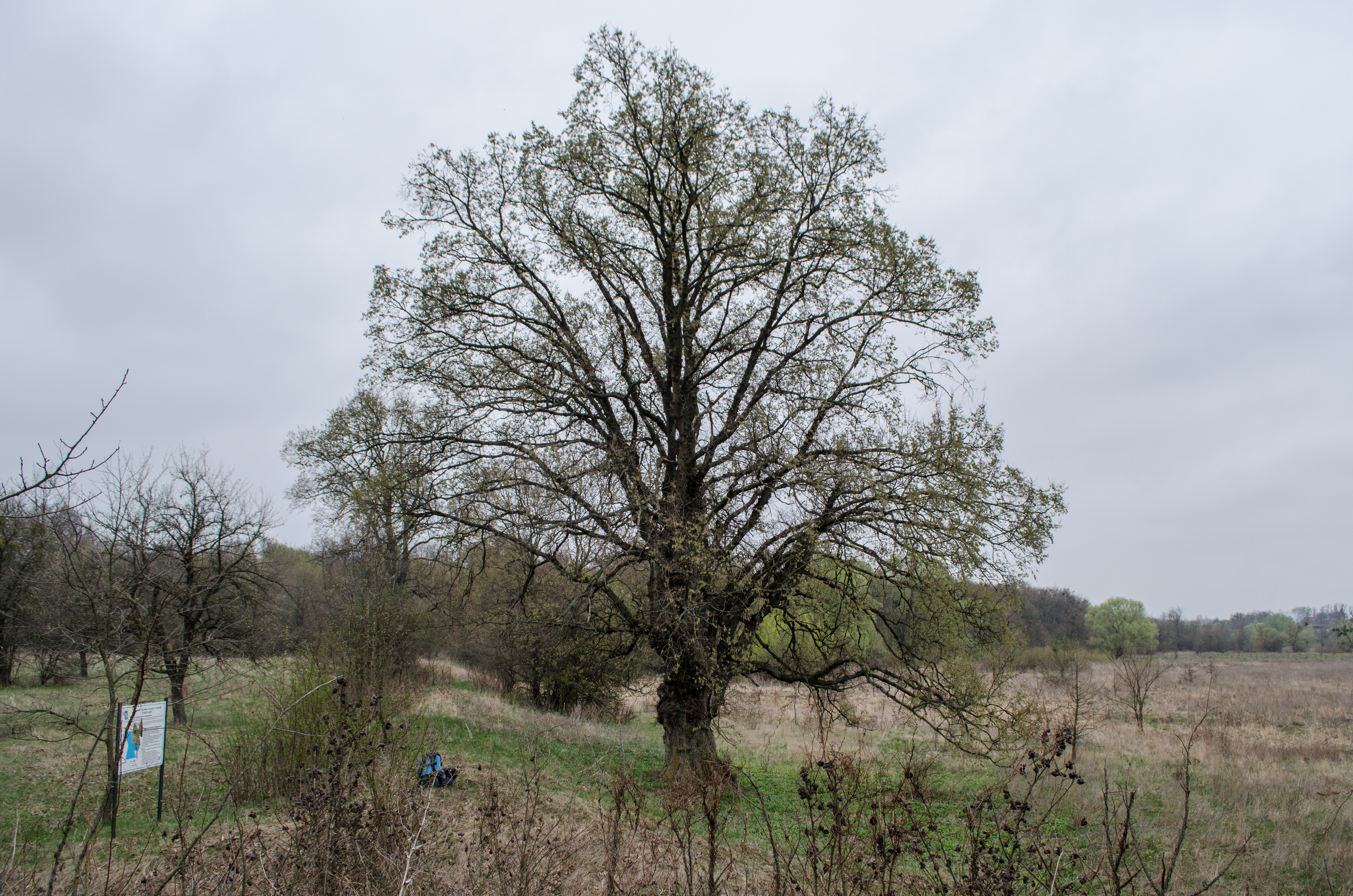
В'яз
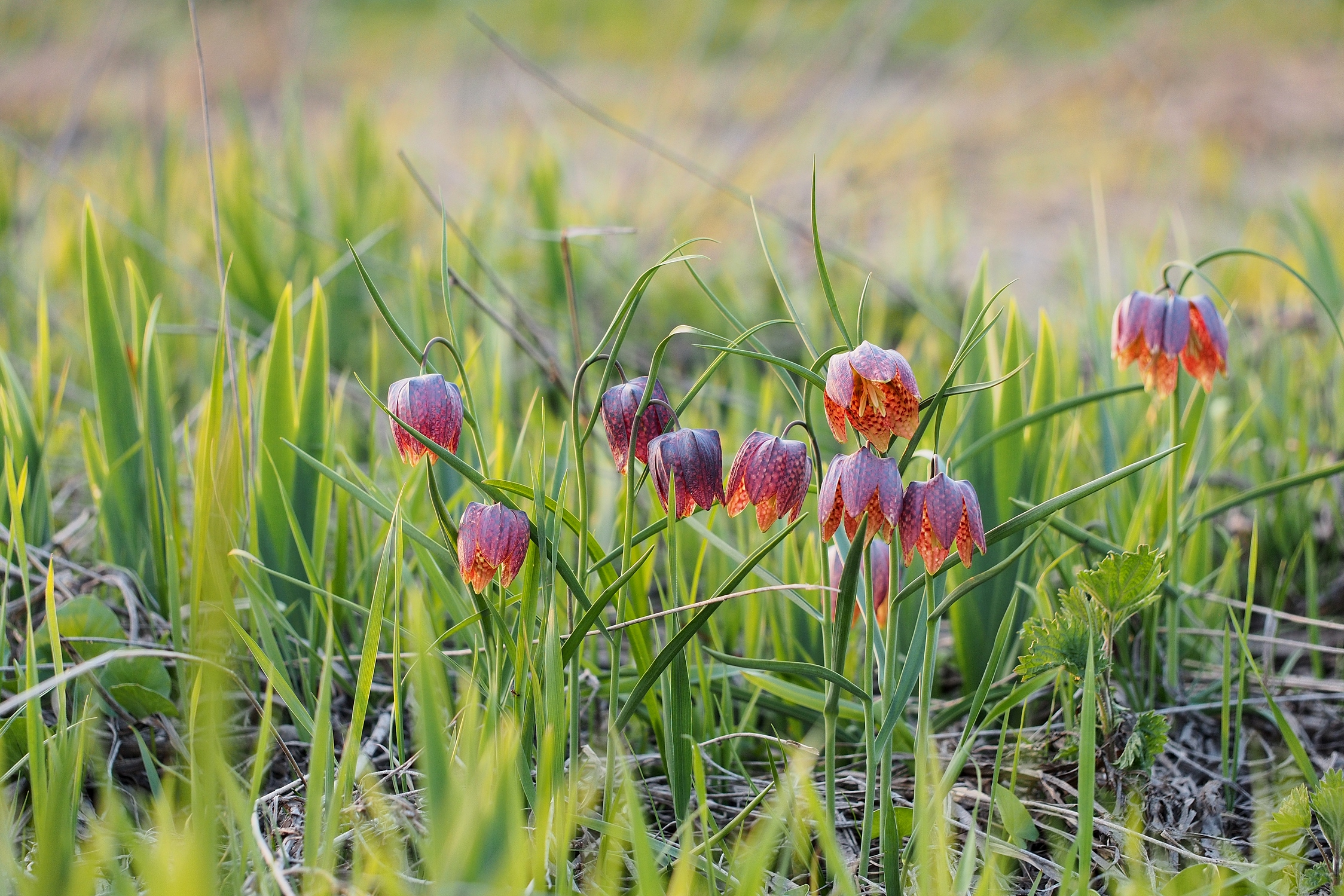
Рябчик шаховий (Fritillaria meleagri)